# 인샬라
인샬라(아랍어: ان شاء الله)는 '알라의 뜻대로 하옵소서'라는 뜻으로, 종종 아랍어의 일상용어에서 사용된다. 이 표현의 기원은 코란 제18 수라 알카프(Al-Kahf)이다.
이베리아반도에서 8세기부터 15세기까지 800년 이상 지속된 무슬림 통치로 인해 스페인어는 "ojalá (오할라)", 포르투갈어는 "oxalá (오샬라)"의 형태로 기원을 나타내는 관용어로써 유입되었다.